# Giuseppe Boldini
Giuseppe Boldini (Venezia, 18 febbraio 1822 – Mogliano Veneto, 3 dicembre 1898) è stato un pittore e patriota italiano.

## Biografia
Giuseppe Boldini nacque da una famiglia benestante veneziana con proprietà in terraferma, figlio di Pietro e Caterina Martinelli. Con i fratelli Fortunato e Carlo si distinse durante i moti del 1848 e difese la Repubblica di San Marco. La sua attività continuò segretamente anche dopo il ritorno degli Austriaci, ma fu scoperto e incarcerato a Mantova. Fu processato assieme ai martiri di Belfiore ma beneficiò di un'amnistia. Dopo la Seconda guerra d'indipendenza italiana, fu nominato sindaco di Mogliano Veneto (dove la sua famiglia aveva una casa di campagna con terreni annessi).
Come pittore, si formò all'Accademia di belle arti di Venezia sotto la guida, tra gli altri, di Luigi Zandomeneghi e Michelangelo Grigoletti. Le sue opere riguardano sia temi religiosi (sono conservate pale d'altare nelle chiese di Mogliano Veneto e Marcon), sia profani. Una pala d'altare del 1868 raffigurante la Madonna di Caravaggio è conservata nella chiesa della Madonna di Caravaggio a Castello Tesino. Vari lavori si trovano invece a San Pietroburgo, dove Boldini soggiornò più volte.